# 海寧文廟
海寧文廟（かいねいぶんびょう）は、中華人民共和国浙江省嘉興市海寧市塩官鎮に位置する孔子廟。

## 建築物
万仞宮墻、泮池、欞星門、太和元気坊、戟門、忠義祠、孝子祠、大成殿、崇聖祠、泮宮坊、聚奎坊、儒学門、儀門、明倫堂、敬一亭、尊経閣、教諭宅、訓導宅、名宦祠、郷賢祠